# Глухув (Лодзький-Східний повіт)
Глухув (пол. Głuchów) — село в Польщі, у гміні Тушин Лодзький-Східного повіту Лодзинського воєводства.
Населення — 284 особи (2011).
У 1975-1998 роках село належало до Пйотрковського воєводства.

## Демографія
Демографічна структура станом на 31 березня 2011 року:
|          | Загалом | Допрацездатний вік | Працездатний вік | Постпрацездатний вік |
| -------- | ------- | ------------------ | ---------------- | -------------------- |
| Чоловіки | 132     | 22                 | 92               | 18                   |
| Жінки    | 152     | 36                 | 89               | 27                   |
| Разом    | 284     | 58                 | 181              | 45                   |